# Бетово (Брянская область)
Бе́тово — деревня (бывшее село) в Брянском районе Брянской области, административный центр Чернетовского сельского поселения. Расположена в 7 км к западу от города Сельцо, в 7 км к северо-западу от села Глинищево, на правом берегу Десны. Население — 604 человека (2010).
В окрестностях открыты несколько стоянок древнего человека различных эпох начиная со среднего палеолита, а также селище IX—X веков.

## История
Впервые упоминается в 1613 году (до XVIII века также называлось Нешковичи) как существующее село с храмом Архидиакона Стефана, владение Казёлкиных и Тютчевых; позднее — Д. В. Тургенева, Исуповых, Семичевых, Тутолминых, Мясоедовых, Кузьминых, Игнатьевых и других. С 1806 года приход был переведён в соседнее село Чернетово; с конца XIX века Бетово именуется деревней.
В XVII—XVIII вв. Бетово входило в состав Подгородного стана Брянского уезда; с 1861 по 1929 гг. в Овстугской волости Брянского (с 1921 — Бежицкого) уезда. С 1929 года в Брянском районе; входило в Чернетовский сельсовет, а с 1980-х гг. являлось его центром.

## Население
| 2010 | 2013 |
| ---- | ---- |
| 573  | ↘556 |